# Жаглівка
Жаглі́вка —  село в Україні, у Сатанівській селищній територіальній громаді Хмельницького району Хмельницької області. Населення становить 118 осіб.

## Символіка
Герб та прапор затверджені 22 грудня 2017 р. рішенням № 14 XIV сесії сільської ради VII скликання. Автор — П. Б. Войталюк.
Щит поділений срібним нитяним хвилястим правим перев'язом. В першій лазуровій частині золоте шістнадцятипроменеве сонце, у другій червоній срібна геральдична троянда з золотими листками. Щит вписаний у декоративний картуш і увінчаний золотою сільською короною. Унизу картуша напис «ЖАГЛІВКА».
Сонце — символ Поділля, троянда — частина родового герба Мнішеків, власників села.